# André De Toth
André De Toth (Makó, Csongrád, 15 de maig de 1912 − Burbank, Califòrnia, 27 d'octubre de 2002) fou un director de cinema estatunidenc d'origen hongarès.
Va ser director de pel·lícules de tota mena de gènere, és especialment recordat per Els crims del museu de cera de 1953, probablement la més famosa de les pel·lícules en 3D que es van realitzar en aquella època, tot i que ell no la podia veure en aquest format perquè havia perdut un ull a molt primerenca edat, fet que l'uneix a la nòmina d'il·lustres directors bornis de la qual formen part John Ford, Raoul Walsh, Nicholas Ray i Fritz Lang.

## Biografia
Endre von Tóth va néixer el 15 maig de 1912 a Makó en una família d'alts funcionaris de l'Imperi Austrohongarès (el seu pare, Mikolo von Tóth era oficial dels Hússars). Estudiant de dret a la universitat de Budapest, va passar molt de temps freqüentant els cafès, llocs de la vida intel·lectual del país, i hi va conèixer sobretot l'advocat i col·leccionista d'art Lorant Basch, el poeta Mihály Babits i l'escriptor Ferenc Molnàr. Gràcies a ells, va entrar als estudis de cinema Hunnia, sent successivament ajudant-realitzador, caméraman, coursier o actor. Hi va conèixer el Director de fotografia Istvàn Eiben que li dona les bases de l'ofici i el va enviar a treballar en diverses companyies, sobretot a Viena. Va començar a portar una vida fàcil, a gastar en cotxes i en cavalls (era jugador de polo).
El 1939, va realitzar la seva primera pel·lícula a Hongria, Toprini Nasz (amb el nom de Toth Endre). El setembre de 1939, Mentre girava en un poble, va ser obligat per la seva societat de producció de filmar la invasió de Polònia pels alemanys, per les notícies hongareses. De tornada al seu país, va realitzar diverses pel·lícules en alguns mesos: Ket Pany az Utcan, Hat het Boldogsag, Ot ora 40 i Semmelweis. Aquest últim, una biografia filmada del Doctor Semmelweis, un premi a Hongria. Va marxar a Londres a finals d'any on va ser contractat per Alexander Korda (també d'origen hongarès) com a muntador o decorador. Va treballar així a Les quatre plomes de Zoltan Korda (per qui va realitzar igualment diverses seqüències de El llibre de la selva i El lladre de Bagdad de Michael Powell, Ludwig Berger i Tim Whelan.
Arriba als Estats Units, on el cap de la Columbia Pictures, Harry Cohn, li confia les seves primeres realitzacions. Destacarà en els gèneres en vigor en el cinema hollywoodienc: cinema d'aventures, negre, de guerra i sobretot en el western (en va rodar onze, sis de les quals amb Randolph Scott). De tornada a Europa el 1960, farà pel·lícules més modestes, a excepció de la pel·lícula  Mercenaris sense glòria (1968).
Va estar casat set vegades. L'actriu Veronica Lake va ser la seva primera esposa, i sense cap dubte, la més famosa. André De Toth era molt polifacètic: pintor i escultor, va exposar a Los Angeles el 1987.

## Filmografia parcial
- Passport to Suez (1943)
- None Shall Escape (1944)
- Dark Waters (1944)
- La dona de foc (Ramrod) (1947)
- L'altre amor (The Other Love) (1947)
- Pitfall (1948)
- Slattery's Hurricane (1949)
- Lluita a mort (Man in the Saddle) (1951)
- Carson City (1952)
- L'honor del comandant Lex (Springfield Rifle) (1952)
- L'últim comanxe (Last of the Comanches) (1953)
- Els crims del museu de cera (House of Wax) (1953)
- Thunder Over the Plains (1953)
- El foraster duia una pistola (The Stranger Wore a Gun) (1953)
- Tanganyika (1954)
- Crime Wave (1954)
- El caça-recompenses (The Bounty Hunter) (1954)
- Pacte d'honor (The Indian Fighter) (1955)
- Víctima de la droga (Monkey on My Back) (1957)
- L'espia amb dos caps (The Two-Headed Spy) (1958)
- El dia del proscrit (Day of the Outlaw) (1959)
- Mercenaris sense glòria (Play Dirty) (1968)

## Premis i nominacions

### Nominacions
- 1951. Oscar al millor guió original per The Gunfighter